# Per una volta
Per una volta è il secondo album della cantante italiana Mita Medici, pubblicato dall'etichetta discografica CGD nel 1974.
I testi dei brani sono firmati da Carla Vistarini, sorella dell'interprete, mentre la parte musicale è curata da Luigi Lopez, con la partecipazione di Giancarlo Leone per il brano Il dubbio. Gli arrangiamenti sono curati da Danilo Vaona.
Dal disco viene tratto il singolo Chi sono/Nave.

## Tracce

### Lato A
1. Chi sono
2. Anni '60
3. Ma che fine ha fatto
4. Com'è sola la sera
5. Wimbledon

### Lato B
1. Una ragazza
2. Ieri voi, oggi noi
3. Nave
4. Una stupida faccenda
5. Il dubbio
6. Conclusione